# NHL YoungStars Game
NHL YoungStars Game je utkání hvězd hokejové NHL, v kategorii nováčků. Počátky NHL YoungStars Game se datují k roku 2002 jako náhrada za Heroes of Hockey Old-Timers game (utkání hvězdných veteránů). První čtyři střetnutí byla odehrána odděleně od klasického NHL All-Star Game zápasu, ale od roku 2008 došlo ke změně a NHL YoungStars Game se stalo součástí tzv. NHL Super Skills Competition, s tím, že vítězný tým získal bod pro svou konferenci. Během let byly prováděny změny ve formátu utkání a pravidlech, které trvají dodnes. Mnoho hvězd NHL jako jsou Roberto Luongo, Ilja Kovalčuk, Dany Heatley, Pavel Dacjuk, Marián Gáborík a Rick Nash se zúčastnili YoungStars Game

## Zajímavosti a rekordy
Ilja Kovalčuk je od roku 2002 zapsán v knize rekordů tohoto utkání za vstřelení nejvíce gólů v jednom utkání, nejvíce gólů v jedné třetině, nejvíce bodů v jednom utkání a nejrychleji vstřelené dva góly jedním hráčem.